# Bez černý
Bez černý (Sambucus nigra) je listnatý keř, který má široké využití v léčitelství, farmacii i potravinářství. Čerstvé plody bezu černého mají projímavé účinky; sušením nebo tepelným zpracováním se tato vlastnost ztrácí.

## Lidové názvy
Keř je označován v Čechách bez a na Moravě chebz, chebzí či pukač. Při dvouslovném pojmenování se mohou využívat přívlastky černý, bílý, planý, smradlavý, divoký či psí. Pro označení plodů se používají jména bezinky, chebzinky, kozičky, smradinky, kozinky či hural. Smažené květenství je označováno názvem kosmatice.

## Možnost záměny
Někdy bývá zaměňován, přes zjevné odlišnosti, s jinými druhy bezu, které jsou na území ČR rozšířeny, s bezem chebdí a v době květu i s bezem červeným. Oba tyto druhy obsahují větší množství toxických látek a jsou označovány jako jedovaté.

## Rozšíření
Bez černý je původní v Evropě mimo nejsevernějších oblastí. V Asii se vyskytuje v oblasti od Malé Asie přes Kavkaz po Kaspické moře. Tento druh bezu je hojně rozšířen i v České republice. Díky evropské imigraci v průběhu 19. a 20. století je rozšířen také v jižním regionu Brazílie (např.stát Rio Grande do Sul).

## Ekologie
Lze jej najít na vlhkých lesních mýtinách, na kamenitých místech, v roklích, na mezích, u cest a na rumištích. V přírodě roste volně na světlých i polostinných místech. Vyskytuje se též hojně na venkově na plotech a domech a v zahradách, tedy především na místech bohatých na živiny, především dusík, a vlhkých místech.
Plody jsou i vyhledávanou potravou některých ptáků, kteří v trusu roznášejí nestrávená semínka po okolí a tím napomáhají rozšiřování rostliny.

## Popis
Keř nebo malý strom dorůstající do výšky 3 – 7 m, při ideálních podmínkách až 10 metrů. Borka v mládí bradavičnatá nepříjemně vonící, později vertikálně rozpraskaná, korkovitě měkká. Dřeň větví tzv. bezová duše čistě bílá. Listy lichozpeřené, vstřícné, po pěti uspořádané, jednotlivé lístky vejčitě podlouhlé pilovité 5–10 cm dlouhé. Květy v barvě slonové kosti jsou oboupohlavné s pětičetnou korunou uspořádané v bohatých vrcholičnatých latách nejčastěji členěných pěti hlavními paprsky. Kvete postupně v průběhu zhruba 3 týdnů od května do července v závislosti na místních klimatických podmínkách. V době květu se šíří kolem bezu omamná vůně a i po odkvětu má tato rostlina zvláštní aroma. Plody bezu jsou malé, černé, kulaté, lesklé peckovice. Začínají dozrávat koncem srpna.

## Poddruhy
Bez černý má poddruh Bez kanadský.

## Zdravotní rizika

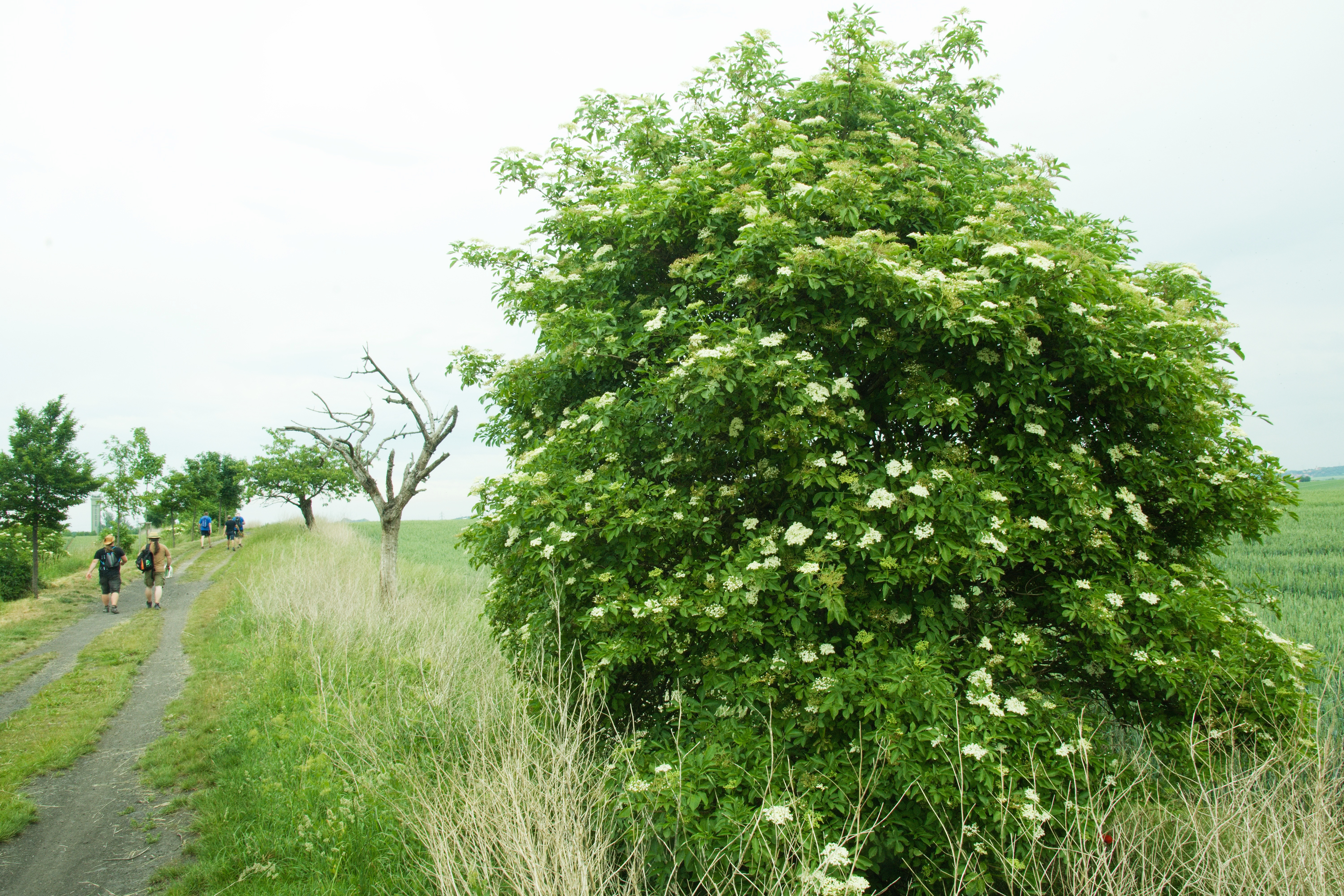
Kvetoucí bez černý na Lounsku. Červen 2022

Čerstvé plody se dle některých zde uvedených pramenů nedoporučuje konzumovat, protože mají projímavé
účinky; tepelná úprava či sušení škodlivé látky neutralizuje. Květy a plody se vnitřně používají s úspěchem celá staletí k léčebným účelům, k přípravě čajů, vín a likérů. Kůra a listy se v minulosti občas doporučovaly zevně k obkladům při revmatismu a jako protikřečový prostředek. Odvar z listů hubí hmyz. Listy a kůra jsou v některých pramenech uváděny jako poněkud jedovaté; vzhledem k tomu, že obsahují silné účinné látky glykosid sambucinigrin a alkaloid sambucin, nelze doporučit vnitřní užívání listů a kůry. Otravy po požití listí nebo kůry se projevují silným zvracením, průjmem, ošklivostí a celkovou slabostí. Podobné příznaky se mohou dostavit i po požití syrových plodů ve větším množství.
V zájmu objektivity je třeba dodat, že více zdrojů – jak z historie, tak současných – uvádí mnohé prospěšné a léčebné účinky bezu černého bez závažnějších vedlejších či nepříznivých důsledků.

## Využití
- V potravinářství se používají především bobule – bezinky. Šťáva lisovaná z plodů se používá jako potravinářské barvivo. Pecek zbavená dřeň jako náhražka dražšího ovoce především do směsí. Nezastupitelnou úlohu mají i při výrobě likérů. Pro tyto účely se bezinky částečně vykupují i pěstují.
- V domácí kuchyni – květenství je možné máčet v těstíčku a smažit podobně jako květák – pochutina se nazývá kosmatice. Z květů se dá připravit bezová šťáva nebo kvašením osvěžující limonáda. Je možné z nich vyrobit i sirup. Ze sušených léčivý čaj. Z bezinek se vyrábí sirup, marmeláda, likéry i víno. Bezové víno má výbornou chuť a vůni. Je též využíváno jako chuťové korigens.
- Ve farmacii – moderní farmaceutický průmysl má zájem hlavně o květy. Pro tyto účely se sušené květy vykupují. Květy se sbírají za suchého počasí nejlépe před jejich úplným rozvitím. Suší se co možná nejrychleji ve stínu a ukládají se v suchu, aby nezhnědly.
- V lidovém léčitelství. Všechny části rostliny mají léčivé účinky. Sbírá se květ, list, bobule a kůra, a to v červnu a červenci, bobule v říjnu a listopadu.

V minulosti se bezem léčilo snad téměř vše. Výhonky bezu se používaly na zmírnění bolesti zubů, mladé lístky smíchané s ječnou moukou léčily popáleniny a přikládaly se též na rány způsobené pokousáním vzteklého psa. Práškem z rozemletých suchých listů se zastavovalo krvácení z nosu.
- Mystické užití. Pro jeho léčivé účinky kdysi dostávali novomanželé jednu rostlinku svatebním darem.

Bez dříve lidé vysazovali v blízkosti obydlí a chlévů, protože věřili, že zahání dobytčí mor.
- Šťáva lisovaná z plodů se používala na barvení látky, protože má intenzivní tmavěčervenou barvu.
- Na Slovensku je bezové dřevo významnou surovinou pro výrobu tradičních hudebních nástrojů – fujar a i na výrobu různých píšťalek. V neposlední řadě se ukazuje být dřevo bezu černého v Evropě vhodné na výrobu hudebního nástroje didgeridoo, a to technologií klasického ručního vrtání.
- V zahradnictví jsou používány okrasné kultivary 'Madona' a 'Black Beauty'.

## Léčivé účinky
Přísloví praví: „Před heřmánkem smekni a před bezem klekni“ nebo „Je lékem proti devíti nemocem a je považován za bylinu magickou“.

### Obsahové látky
- Květy: glykosidy, rutin,[16] bioflavonoidy, antokyany, cholin, éterické oleje, taniny, tříslovinu, slizovité látky, omega-3 a omega-6 mastné kyseliny.
- Plody: sambunigrin, glykosidy, antokyan, karoteny, vitamin C, B, cholin[16] organické kyseliny, cukr
- Celá rostlina obsahuje fytoncidní látky.

### Účinky květů

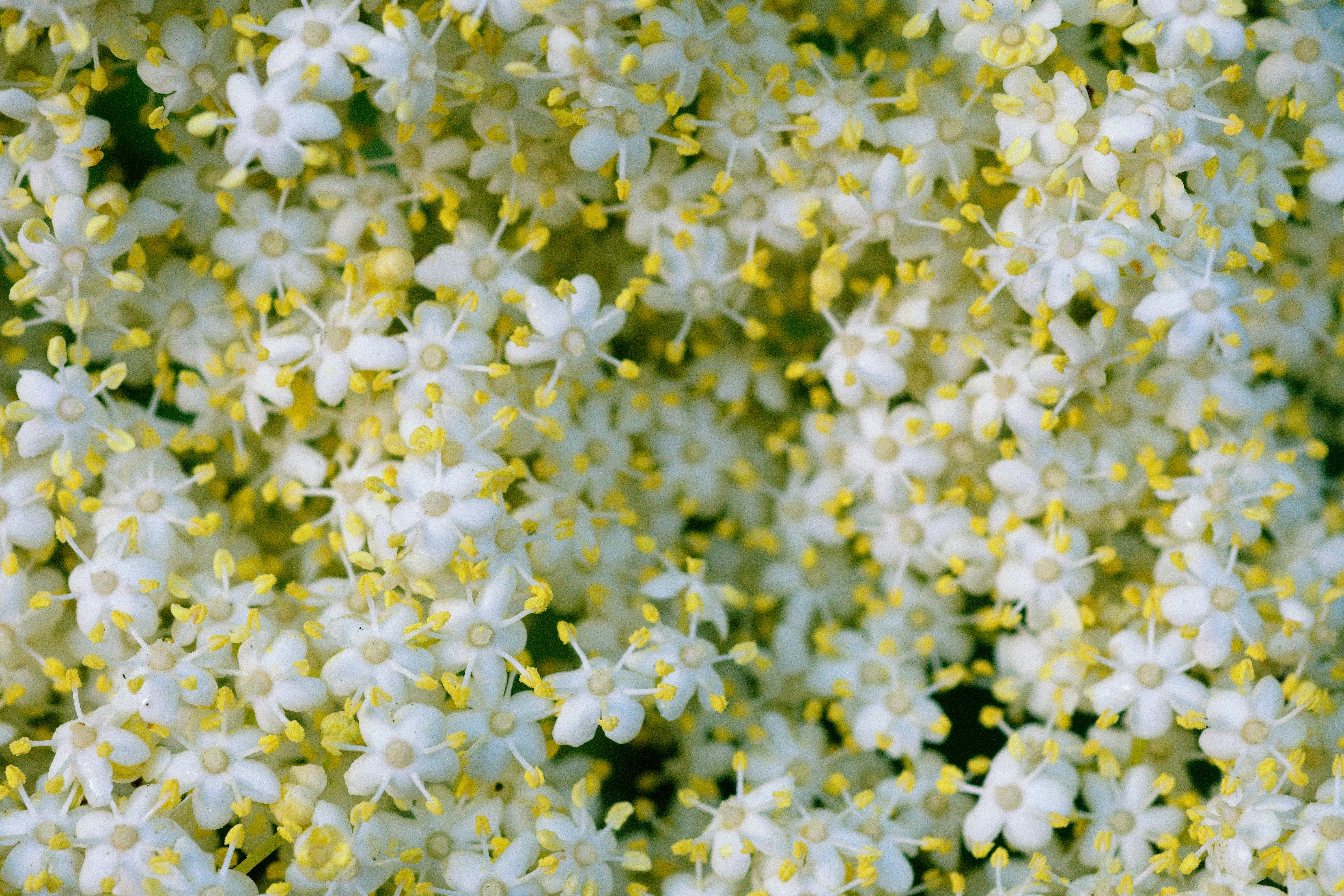
Detail květenství černého bezu. Ryjice, Ústí nad Labem

Odvar ze sušených květů je močopudný, rozpouští hleny a podporuje pocení. Má diuretické účinky, snižuje horečku a mírní kašel. Chlazený neslazený čaj z květů je výtečným lékem i při zažívacích potížích, plynatosti, nevolnosti a pomalém trávení, či nedostatečné činnosti žlučníku. Také podporuje funkci ledvin a močového ústrojí.

### Účinky plodů
Šťáva z plodů působí blahodárně při léčení migrén a nervových chorob, zejména při zánětu trojklaného nervu. Nezralé plody mají projímavý účinek. Proto se doporučuje natrhaná plodenství nechat den, dva dozrát rozložená v tenké vrstvě. Projímavý účinek se vařením ztrácí. Ztrácejí se rovněž, avšak jen částečně, léčivé látky.

### Účinky listů a kůry
Historicky byly listy používány k úlevě od bolesti, otoku, zánětu, ke stimulaci produkce moči a k vyvolání pocení. Kůra byla používána jako diuretikum, projímadlo a k vyvolání zvracení. Kůra a listy rostliny jsou také známé jako jedovaté a způsobují žaludeční potíže. Toxické látky, které se nachází v bobulích, lze snadno odstranit vařením, ale větve, kůra nebo listy by se při vaření ani odšťavňování používat neměly.

### Celá rostlina
Celá rostlina obsahuje fytoncidní látky, které účinně působí proti bakteriím a mnohým houbám.